# 056A型导弹护卫舰
056A型导弹护卫舰，為中華人民共和国自行研制设计生产的輕型护卫舰，是056型导弹护卫舰的一种改进型，增强了反潜能力，首舰于2014年12月入列中国人民解放军海军。

## 建造背景
隨著美國重返亞太和介入南海政策的執行，加上周邊各国不斷強化武裝的趨勢，中國急需一種造價低廉且數量龐大的反潛艦以抵銷對方潛艦活動的影響，056的艦體非常適合該種需求，可以用來打造一隻巨量的近海反潛艦隊網。

## 性能
2013年11月20日在上海某造船厂内又有一艘056成功下水，这艘舷号593的护卫舰被认为是首艘改进型056。与以往的056不同的是，其舰尾出现了一个巨大的设备投放舱门。坊间普遍认为，这就是拖曳式声纳的投放口，这证明该舰是反潜型的056。而被认为用来在中国近海“看家护院”的大批056，拥有了拖曳声呐这样的高端反潜设备、强化了反潜能力后，无疑将有助于补上反潜这中国海军一大短板，有效保护中国的海上生命线。
056A型的舰尾舱门部有一个巨大的矩形开口，593舰的舰尾中部还有一个较小的圆孔，在驱护舰上，这一般是拖曳式线列阵声呐的收放孔。传统的反潜手段是反潜飞机、水面舰艇以及潜艇三种平台。最佳的反潜效果，需要三个平台联合作战，现在是体系作战的时代，056是整个中国海军反潜网中的一个节点，整个体系通过战术数据链，实现了联网。在这样的作战模式下，如果056通过自身的拖曳声呐，发现了可疑潜艇，即使自己无力精确定位并且攻击潜艇，其信息很快会被共享，指挥中心会指挥附近的反潜飞机、舰艇等对目标进行跟踪、打击。

## 外銷
- ：总共购买4艘，分两个批次建造。第一批次2艘护卫舰于2012年10月订购，2019年交付[2]。

## 參看
- 中國人民解放軍海軍軍艦列表
- 猎豹级护卫舰
- 布伦瑞克级轻型护卫舰
- 西格玛级轻型护卫舰
- 追风级护卫舰
- 網易 - 056與056A（页面存档备份，存于）